# Dorothy Hewett
Dorothy Coade Hewett (21 mai 1923, Perth, Australia – 25 august 2002) a fost o romancieră, poetă, libretistă, dramaturg și feministă de origine australiană. De asemenea, Hewett a fost membră a Partidului Comunist Australian.